# 霹靂嬌娃
是一部犯罪電視劇。本劇於1976年9月22日播放，至1981年6月24日完結，總共有五季，110集。本劇由伊萬·戈夫和本·羅伯茨創作，艾倫·斯班林監製。故事描述三個女生為一個虛構的私家偵探機構工作，她們的老闆名叫查理（約翰·佛塞斯配音），是一個從來不在影片中現身的角色，僅用電話與她們聯絡。在影集結束時他曾以一個全副裝備打扮的外科醫生現身。
最初的三位嬌娃是由凱特·傑克遜、花拉·科茜、賈桂琳·史密斯。之後當演員因為其他因素離開劇組，會有新的演員來遞補嬌娃的位子，使成員保持在三個人的狀態。之後演出嬌娃的演員尚有雪莉·賴德、雪麗·海克和譚雅·羅拔絲；大衛·杜爾尼扮演嬌娃們的助手"Bosley"。

## 電影
以電視影集為主幹發展出了兩部電影，分別是2000年的《霹靂嬌娃》和2003年的《霹靂嬌娃2：全速進攻》。兩片皆由麥克G執導，由卡麥蓉·狄亞、茱兒·芭莉摩和劉玉玲主演三位嬌娃，並請回約翰·佛塞斯來為查理配音。主题曲为天命真女演唱的《Independent woman》。亞洲版劉玉玲、臺灣女星方季惟。

## 美國以外播出記錄
- 香港：電視廣播有限公司

金雪兒（Jill Munroe，TVB配音：潘滿儔）

莫姬莉（Kelly Garrett，TVB配音：黃韻詩->曾慶珏）

沙蓮娜（Sabrina Duncan，TVB配音：盧素娟）

金姬絲（Kris Munroe，TVB配音：黃麗芳）

芬妮（Tiffany Welles）

朱莉（Julie Rogers，TVB配音：周婉侶）

查理（Charles "Charlie" Townsend，TVB配音 譚炳文）

包士萊（John Bosley，TVB配音：藍天->源家祥）

- 台灣：中華電視公司（播出時間：1977年4月30日－1981年11月22日）

## 外部連結
- 互联网电影数据库（IMDb）上《霹靂嬌娃（电视剧）》的资料（英文）
- 互联网电影数据库（IMDb）上《霹靂嬌娃（电影）》的资料（英文）
- 互联网电影数据库（IMDb）上《霹靂嬌娃——全速進攻》的资料（英文）
- 互联网电影数据库（IMDb）上《Behind the Camera: The Charlie's Angels Story》的资料（英文）
- 豆瓣电影上《霹靂嬌娃》的資料 （简体中文）